# Ostatnia (Dolina Kobylańska)

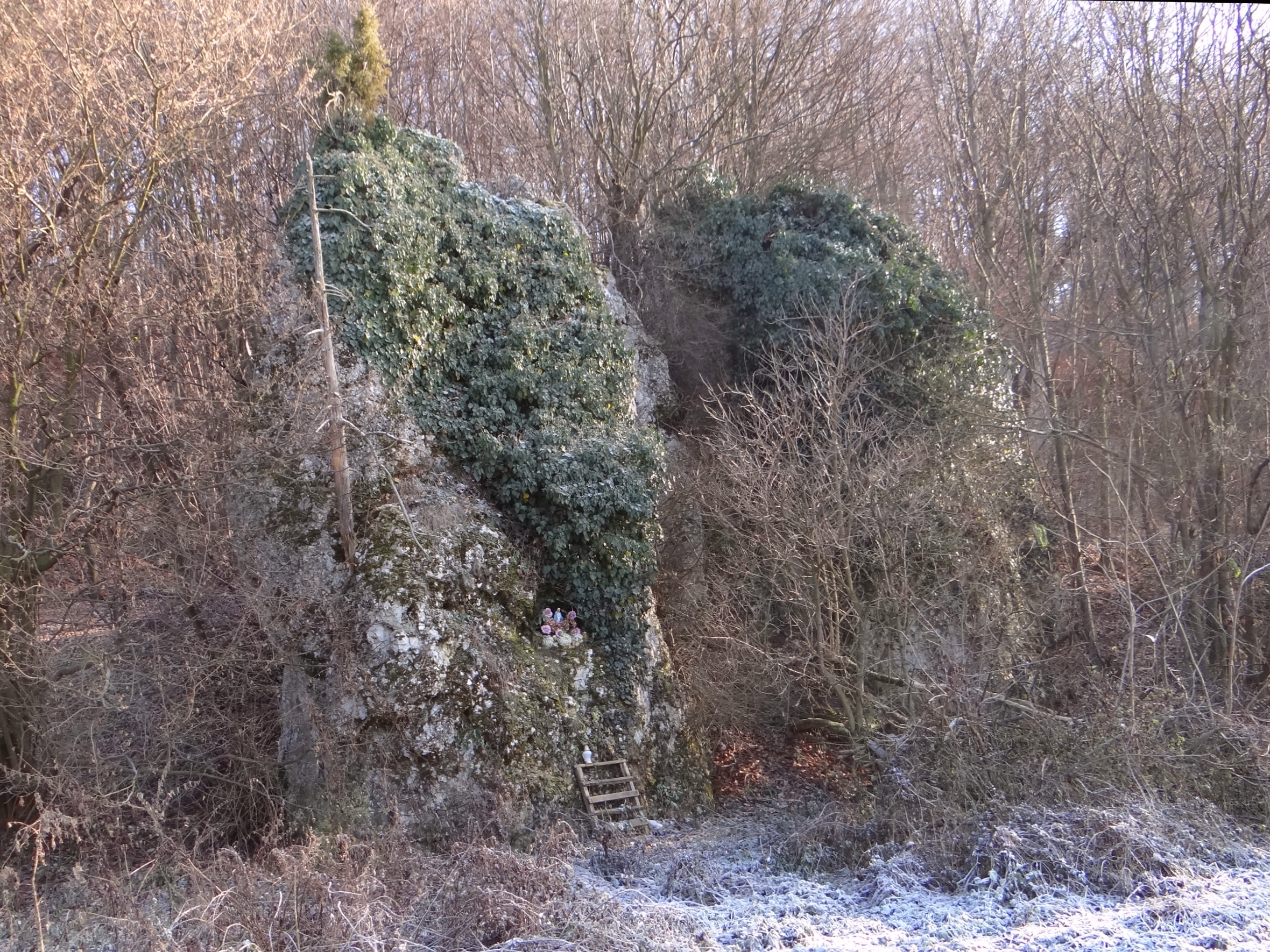

Ostatnia – skała w Dolinie Kobylańskiej na Wyżynie Olkuskiej. Znajduje się na granicy lasu i pól uprawnych w orograficznie lewych zboczach północnej części doliny, w odległości około 450 na północny zachód od miejsca, w którym idący dnem doliny szlak turystyczny z Kobylan opuszcza las i wychodzi na pola uprawne Będkowic. Jest to zbudowana z wapienia skałka o wysokości kilku metrów. Składa się z dwóch wapiennych, połączonych z sobą kolumn ze skalnym oknem w łączącej je grańce. Na jednej z kolumn zamontowano niewielką figurkę, obydwie porośnięte są bluszczem.
W skałce znajduje się jaskinia Arkada z Matką Boską.